# Allium dinsmorei
Allium dinsmorei là một loài thực vật có hoa trong họ Amaryllidaceae. Loài này được Rech.f. mô tả khoa học đầu tiên năm 1952.